# Verão de 85
Été 85 (no Brasil e em Portugal: Verão de 85) é um filme de drama franco-belga de 2020 escrito e dirigido por François Ozon, parcialmente baseado no romance infantojuvenil de 1982 Dance on My Grave de Aidan Chambers. O filme segue a história de Alexis e David, que se conhecem após um acidente.
Era previsto que o filme estreasse no Festival de Cannes em maio de 2020, antes de seu cancelamento devido à pandemia de COVID-19. Foi lançado oficialmente na França em 14 de julho de 2020 e no Brasil em 2020 no Festival Varilux de Cinema Francês.

## Enredo
No verão de 1985 na Normandia, Alexis, um adolescente de 16 anos com pensamentos constantes sobre a morte, sai para o mar e é resgatado por David, de 18 anos, quando seu barco vira. Entre os dois rapazes nasce uma tumultuada história de amor que terminará quando o inconstante David começar a flertar com Kate, uma garota inglesa que trabalha como uma babá na cidade.
Quando Alexis confronta David sobre isso, David reage com raiva e afirma que está entediado com ele. Alexis sai correndo da loja e volta para casa, onde descobre no noticiário que David sofreu um acidente fatal de motocicleta ao tentar correr atrás dele. A mãe de David não quer nada com Alexis, a quem ela culpa pela morte de seu filho, e então a adolescente pede a ajuda de Kate para ver o corpo de David mais uma vez.
Disfarçado de mulher, Alexis vai junto com Kate para o necrotério, mas é descoberto e forçado a fugir após ter um ataque. Antes de morrer, David fez Alexis prometer que, se um deles morresse, o outro teria que dançar sobre seu túmulo e agora Alexis se sente obrigado a cumprir o acordo. Enquanto dançava sobre o túmulo do amado, Alexis é preso pela polícia.
Graças a uma assistente social e seu professor de literatura, Alexis consegue escrever sua história e assim recebe uma sentença mais branda do juiz. Enquanto servia no serviço social, Alexis se reúne com um homem que ele resgatou com David enquanto ele estava bêbado e os dois saem juntos no barco de David, iniciando assim uma nova amizade.

## Elenco
- Félix Lefebvre - Alexis Robin
- Benjamin Voisin - David Gorman
- Philippine Velge - Kate
- Valeria Bruni Tedeschi - mãe de David
- Melvil Poupaud - Lefèvre
- Isabelle Nanty - mãe de Alexis
- Laurent Fernandez - pai de Alexis
- Aurore Broutin - educador
- Bruno Lochet - Bernard
- Yoann Zimmer - Luc
- Antoine Simoni - Chris

## Produção
Em junho de 2019, foi anunciado que Félix Lefebvre, Benjamin Voisin e Philippine Velge se juntaram ao elenco do filme, com François Ozon dirigindo a partir de um roteiro que escreveu. As gravações começaram em maio de 2019.
O filme foi gravado inteiramente em Super 16, formato dos primeiros curtas-metragens de François Ozon. Esta escolha foi feita aqui porque "o filme é essencial" para um filme de época e o diretor gosta do grão particular do Super 16. Inicialmente, o filme se chamaria Eté 84 (Verão de 84), mas foi alterado para utilizar uma música do The Cure, In Between Days na trilha sonora, lançada em 1985.

## Lançamento

### Internacional
O filme foi programado para estrear no Festival de Cinema de Cannes em maio de 2020, antes de seu cancelamento devido à pandemia COVID-19. Foi lançado na França em 14 de julho de 2020. Em setembro de 2020, a Music Box Films adquiriu os direitos de distribuição do filme nos Estados Unidos, e o lançou em 18 de junho de 2021. Foi exibido no Festival Internacional de Cinema de Toronto 2020 em 13 de setembro de 2020.

#### No Brasil
No Brasil, foi exibido pela California Filmes em 2020 no Festival Varilux de Cinema Francês. Também foi apresentado no Festival Mix Brasil. Seu lançamento comercial aconteceu no ano seguinte, em 3 de junho de 2021. Foi exibido no Telecine no Festival do Rio em 30 de julho de 2021. Em agosto de 2021, a California Filmes iniciou a pré-venda da edição limitada e definitiva do filme em Blu-ray na Versátil Home Vídeo.

#### Em Portugal
Em Portugal, foi lançado nos cinemas pela Leopardo Filmes em 24 de setembro de 2020. Também foi lançado pela Leopardo Filmes em DVD no pack François Ozon, junto com mais três filmes do diretor.

## Recepção
No agregador de críticas do AlloCiné tem uma nota 3,9/5 com base em 33 comentáros da imprensa. No site agregador de críticas Rotten Tomatoes, 81% das 102 resenhas dos críticos são positivas. O consenso do site diz: "Embora não seja o melhor trabalho de François Ozon, Summer of 85 serve como uma ode sedutora e agridoce ao amor adolescente e seus persistentes efeitos posteriores." O Metacritic, que usa uma média ponderada, atribuiu ao filme uma pontuação de 65 em 100, baseado em 24 críticos, indicando críticas "geralmente favoráveis".

## Prêmio
Por seu papel como David Gorman no filme, Benjamin Voisin foi indicado ao prêmio César 2021 e o Prêmio Lumière. E Félix Lefebvre entrou na pré-seleção para o prêmio César de melhor jovem ator em 2021.